# Mike Wallace (journalist)
Myron Leon (Mike) Wallace (Brookline, 9 mei 1918 – New Canaan, 7 april 2012) was een Amerikaans journalist, tv-presentator en mediapersoonlijkheid.
Tijdens zijn carrière van meer dan zestig jaar interviewde hij veel beroemdheden, onder meer voor het programma 60 Minutes van CBS.

## Levensloop
Wallace werd geboren uit Russische ouders. In 1939 behaalde hij zijn bachelorsgraad aan de Universiteit van Michigan.
Nog tijdens zijn studie in Michigan trad hij op 7 februari 1939 op als gast in de radioshow Information Please. Kort erop ging hij aan het werk bij verschillende radionieuwsprogramma's. Tijdens de Tweede Wereldoorlog diende hij vanaf 1943 als communicatieofficier. Daarna werkte hij opnieuw voor radiostations. Tegen het eind van de jaren veertig werd hij omroeper voor CBS-radio.
Vanaf de jaren vijftig was hij de presentator van een groot aantal tv-programma's, zoals The Early Show. In 1964 interviewde hij Malcolm X (1925-1965) die in zijn uitzending grappend uitsprak: "Ik ben mogelijk al een dode man." Zijn rol als presentator voor 60 Minutes begon met enkele invalbeurten, waarna hij uitgroeide tot de belangrijkste presentator van het programma. Wallace bleef actief deelnemen aan tv-programma's tot aan het begin van de 21e eeuw.

## Erkenning
Wallace ontving gedurende zijn loopbaan een groot aantal Emmy Awards, waarvan de Lifetime Achievement Emmy als twintigste in september 2003. Verder werd hij bekroond met drie Alfred I. duPont Award van de Columbia-universiteit, drie Peabody Awards en een Robert E. Sherwood Award
De School of Journalism van de University of Southern California kende hem een Distinguished Achievement Award toe en verder ontving hij een Robert F. Kennedy Journalism Award, een Prize for Lifetime Achievement in Journalism van de Universiteit van Illinois en in 2006 de speciale prijs uit de Four Freedoms Awards. Verder heeft hij een ster op de Hollywood Walk of Fame.

## Autobiografieën
- 1984: Close Encounters: Mike Wallace's Own Story, William Morrow, New York, ISBN 0-688-01116-0, coauteur Gary Paul Gates
- 2005: Between You and Me: A Memoir, Hyperion New York, coauteur Gary Paul Gates